# Sobotín - domov důchodců
Sobotín - domov důchodců este o arie protejată (arie specială de conservare — SAC, sit de importanță comunitară — SCI) din Republica Cehă întinsă pe o suprafață de 0,02 ha, integral pe uscat.

## Localizare
Centrul sitului Sobotín - domov důchodců este situat la coordonatele 50°01′08″N 17°04′24″E / 50.018889°N 17.073333°E.

## Înființare
Situl Sobotín - domov důchodců a fost declarat sit de importanță comunitară în aprilie 2005 pentru a proteja 1 specie de animale. Situl a fost protejat și ca arie specială de conservare în decembrie 2013.

## Biodiversitate
Situată în ecoregiunea continentală, aria protejată nu include niciun habitat protejat.
La baza desemnării sitului se află o specie protejată de  mamifere: liliacul mic cu potcoavă (Rhinolophus hipposideros).